# Canton d'Avord
Le canton d'Avord est une circonscription électorale française du département du Cher créée par le décret du 21 février 2014 et entrée en vigueur lors des élections départementales de 2015.

## Histoire
Un nouveau découpage territorial du Cher entre en vigueur en mars 2015, défini par le décret du 21 février 2014, en application des lois du 17 mai 2013 (loi organique 2013-402 et loi 2013-403). Les conseillers départementaux sont, à compter de ces élections, élus au scrutin majoritaire binominal mixte. Les électeurs de chaque canton élisent au Conseil départemental, nouvelle appellation du Conseil général, deux membres de sexe différent, qui se présentent en binôme de candidats. Les conseillers départementaux sont élus pour 6 ans au scrutin binominal majoritaire à deux tours, l'accès au second tour nécessitant 12,5 % des inscrits au 1er tour. En outre la totalité des conseillers départementaux est renouvelée. Ce nouveau mode de scrutin nécessite un redécoupage des cantons dont le nombre est divisé par deux avec arrondi à l'unité impaire supérieure si ce nombre n'est pas entier impair, assorti de conditions de seuils minimaux. Dans le Cher, le nombre de cantons passe ainsi de 35 à 19. Le nouveau canton d'Avord est formé de communes des anciens cantons de Sancergues et de Baugy.

## Représentation
| Période élective | Période élective | Mandat | Mandat   | Identité                        | Nuance | Nuance | Qualité                                                                                                   |
| ---------------- | ---------------- | ------ | -------- | ------------------------------- | ------ | ------ | --- |
| 2015             | 2021             | 2015   | 2021     | Christine Chapeau               |        | PS     | Enseignante, Saint-Martin-des-Champs                                                                      |
| 2015             | 2021             | 2015   | 2021     | Pascal Méreau                   |        | PS     | Professeur des écoles Maire de Villequiers, ancien conseiller général du canton de Baugy                  |
| 2021             | 2028             | 2021   | en cours | Bénédicte de Lavenne de Choulot |        | LR     | Avocate, Herry 8e vice-présidente chargée des affaires sociales (personnes âgées, MDAS) et de l’insertion |
| 2021             | 2028             | 2021   | en cours | Pierre Grosjean                 |        | DVD    | Chef d'entreprise, maire de Baugy                                                                         |

### Résultats détaillés

#### Élections de mars 2015
À l'issue du 1er tour des élections départementales de 2015, trois binômes sont en ballottage : Sylviane Dhainaut et Christophe Dufresne (FN, 31,97 %), Christine Chapeau et Pascal Mereau (PS, 29,67 %) et Véronique Brechard et Pierre Grosjean (Union de la Droite, 26,94 %). Le taux de participation est de 55,53 % (7 307 votants sur 13 159 inscrits) contre 51 % au niveau départementalet 50,17 % au niveau national.
Au second tour, Christine Chapeau et Pascal Mereau (PS) sont élus avec 37,83 % des suffrages exprimés et un taux de participation de 57,79 % (2 767 voix pour 7 605 votants et 13 159 inscrits).

#### Élections de juin 2021
Le premier tour des élections départementales de 2021 est marqué par un très faible taux de participation (33,26 % au niveau national). Dans le canton d'Avord, ce taux de participation est de 38,05 % (4 984 votants sur 13 097 inscrits) contre 32,99 % au niveau départemental. À l'issue de ce premier tour, deux binômes sont en ballottage : Christine Chapeau et Pascal Méreau (Union à gauche, 38,01 %) et Bénédicte de Choulot et Pierre Grosjean (DVD, 37,32 %).
Le second tour des élections est marqué une nouvelle fois par une abstention massive équivalente au premier tour. Les taux de participation sont de 34,3 % au niveau national, 34,03 % dans le département et 40,34 % dans le canton d'Avord. Bénédicte de Choulot et Pierre Grosjean (DVD) sont élus avec 53,22 % des suffrages exprimés (2 612 voix pour 5 284 votants et 13 099 inscrits),,.

## Composition
Le nouveau canton d'Avord comprenait trente-cinq communes entières à sa création.
À la suite de la fusion, au 1er janvier 2019, de Baugy, de Laverdines et de Saligny-le-Vif pour former la commune de Baugy, le nombre de communes descend à 33.
| Nom                           | Code Insee | Intercommunalité                                | Superficie (km2) | Population (dernière pop. légale) | Densité (hab./km2) | Modifier                                    |
| ----------------------------- | ---------- | ----------------------------------------------- | ---------------- | --------------------------------- | ------------------ | ------------------------------------------- |
| Avord (bureau centralisateur) | 18018      | CC La Septaine                                  | 27,98            | 2 908 (2022)                      | 104                | modifier les données · modifier les données |
| Argenvières                   | 18012      | CC Berry Loire Vauvise                          | 14,72            | 439 (2022)                        | 30                 | modifier les données · modifier les données |
| Baugy                         | 18023      | CC La Septaine                                  | 47,78            | 1 610 (2022)                      | 34                 | modifier les données · modifier les données |
| Beffes                        | 18025      | CC Berry Loire Vauvise                          | 11,83            | 598 (2022)                        | 51                 | modifier les données · modifier les données |
| Bengy-sur-Craon               | 18027      | CC du Pays de Nérondes                          | 35,24            | 636 (2022)                        | 18                 | modifier les données · modifier les données |
| La Chapelle-Montlinard        | 18049      | CC Les Bertranges                               | 17,14            | 490 (2022)                        | 29                 | modifier les données · modifier les données |
| Charentonnay                  | 18053      | CC Berry Loire Vauvise                          | 21,85            | 287 (2022)                        | 13                 | modifier les données · modifier les données |
| Chassy                        | 18056      | CC du Pays de Nérondes                          | 17,76            | 234 (2022)                        | 13                 | modifier les données · modifier les données |
| Chaumoux-Marcilly             | 18061      | CC La Septaine                                  | 16,72            | 84 (2022)                         | 5,0                | modifier les données · modifier les données |
| Couy                          | 18077      | CC Berry Loire Vauvise                          | 18,36            | 376 (2022)                        | 20                 | modifier les données · modifier les données |
| Crosses                       | 18081      | CC La Septaine                                  | 26,49            | 385 (2022)                        | 15                 | modifier les données · modifier les données |
| Étréchy                       | 18090      | CC La Septaine                                  | 31,88            | 410 (2022)                        | 13                 | modifier les données · modifier les données |
| Farges-en-Septaine            | 18092      | CC La Septaine                                  | 24,48            | 1 014 (2022)                      | 41                 | modifier les données · modifier les données |
| Garigny                       | 18099      | CC Berry Loire Vauvise                          | 19,66            | 220 (2022)                        | 11                 | modifier les données · modifier les données |
| Groises                       | 18104      | CC Berry Loire Vauvise                          | 17,63            | 131 (2022)                        | 7,4                | modifier les données · modifier les données |
| Gron                          | 18105      | CC La Septaine                                  | 26,22            | 469 (2022)                        | 18                 | modifier les données · modifier les données |
| Herry                         | 18110      | CC Berry Loire Vauvise                          | 49,87            | 959 (2022)                        | 19                 | modifier les données · modifier les données |
| Jussy-Champagne               | 18119      | CC La Septaine                                  | 27,30            | 206 (2022)                        | 7,5                | modifier les données · modifier les données |
| Jussy-le-Chaudrier            | 18120      | CC Berry Loire Vauvise                          | 25,73            | 578 (2022)                        | 22                 | modifier les données · modifier les données |
| Lugny-Champagne               | 18132      | CC Berry Loire Vauvise                          | 29,54            | 140 (2022)                        | 4,7                | modifier les données · modifier les données |
| Marseilles-lès-Aubigny        | 18139      | CC Portes du Berry, entre Loire et Val d'Aubois | 9,88             | 647 (2022)                        | 65                 | modifier les données · modifier les données |
| Moulins-sur-Yèvre             | 18158      | CC Terres du Haut Berry                         | 15,33            | 851 (2022)                        | 56                 | modifier les données · modifier les données |
| Nohant-en-Goût                | 18166      | CC La Septaine                                  | 24,79            | 551 (2022)                        | 22                 | modifier les données · modifier les données |
| Osmoy                         | 18174      | CC La Septaine                                  | 22,63            | 271 (2022)                        | 12                 | modifier les données · modifier les données |
| Précy                         | 18184      | CC Berry Loire Vauvise                          | 14,45            | 354 (2022)                        | 24                 | modifier les données · modifier les données |
| Saint-Léger-le-Petit          | 18220      | CC Berry Loire Vauvise                          | 10,05            | 354 (2022)                        | 35                 | modifier les données · modifier les données |
| Saint-Martin-des-Champs       | 18224      | CC Berry Loire Vauvise                          | 18,96            | 303 (2022)                        | 16                 | modifier les données · modifier les données |
| Sancergues                    | 18240      | CC Berry Loire Vauvise                          | 15,53            | 626 (2022)                        | 40                 | modifier les données · modifier les données |
| Savigny-en-Septaine           | 18247      | CC La Septaine                                  | 22,58            | 710 (2022)                        | 31                 | modifier les données · modifier les données |
| Sévry                         | 18251      | CC Berry Loire Vauvise                          | 9,04             | 62 (2022)                         | 6,9                | modifier les données · modifier les données |
| Villabon                      | 18282      | CC La Septaine                                  | 18,28            | 563 (2022)                        | 31                 | modifier les données · modifier les données |
| Villequiers                   | 18286      | CC La Septaine                                  | 29,49            | 445 (2022)                        | 15                 | modifier les données · modifier les données |
| Vornay                        | 18289      | CC La Septaine                                  | 26,35            | 586 (2022)                        | 22                 | modifier les données · modifier les données |
| Canton d'Avord                | 1802       |                                                 | 745,54           | 18 497 (2022)                     | 25                 | modifier les données                        |

## Démographie
En 2022, le canton comptait 18 497 habitants, en évolution de −1,18 % par rapport à 2016 (Cher : −2,48 %, France hors Mayotte : +2,11 %).
| 2013   | 2018   | 2022   |
| ------ | ------ | ------ |
| 19 007 | 18 565 | 18 497 |